# 梁珠
梁珠（1465年—？），字時重，四川重庆府合州铜梁县人，明朝政治人物、同进士出身。

## 生平
四川鄉試第五十二名舉人，弘治十二年（1499年）己未科會試第一百二十二名，第三甲一百五十七名进士，由大理寺寺正，曾正色喝斥阉宦刘瑾，出任大理府知府，廉正有干济。吏部考察官员，因忤逆使者，被迫辞职归乡。

## 家族
曾祖梁子受；祖梁志榮，遇例冠带；父梁禹。母张氏。慈侍下。兄金、瓊、琓、珽。